# 宮島健吉
宮島 健吉（みやじま けんきち、1936年 - 2020年11月20日）は昭和11年大阪生まれ。着装道古典宮島流・宗家。昭和46年日本時代衣装学院を創設し学院長に就任。日本服飾文化史研究会会長。国際服飾学会会員。日本風俗史学会会員。露会館衣紋道研究会会員。
立命館大学中退。1980年、自ら着装道宮島流を創流。1980年には、民間人としては初めて、京都「葵祭」の勅使の衣紋（着装）を担当。1982年には、「石清水祭」の勅使衣紋（着装）も担当した。

## 主な活動（海外活動も含む）
- 1983年「世界神経学会」
- 1984年「シドニー日本展」
- 1985年「シンガポール日本近畿博」
- 1987年「世界微小循環学会」
- 1988年「世界薬学会」
- 1994年「カリフォルニア・ザ・きもの」
- 1998年「シンガポール日本文化祭」
- 2000年「日本の心と美、宮廷の装束と衣紋の道“王朝物語絵巻”」（東京国立劇場）

## 主な著書
- 「束帯」
- 「十二単」
- 「教本　時代衣裳図録」
- 「きもの好古学」